# Brisbane International 2012
AEGON Classic 2012 var en professionel tennisturnering for kvinder og mænd, der blev spillet udendørs på hardcourts. Det var den 4. udgave af turnerungen som var en del af WTA Tour 2012 og ATP Tour 2012. Turneringen blev afviklet i Brisbane, Australien fra 1. januar til 8. januar, 2012.

## Finalerne

### Herresingle
Andy Murray  –  Alexandr Dolgopolov, 6–1, 6–3
- It was Murray's første titel i 2012 og den 22. i hans karrieren.[1]

### Damesingle
Uddybende artikel: Brisbane International 2012 (damesingle)
 Kaia Kanepi –  Daniela Hantuchová, 6–2, 6–1
- Det var Kanepi's første titel i 2012 og hendes anden i karrieren.

### Herredouble
Max Mirnyi /  Daniel Nestor –  Jürgen Melzer /  Philipp Petzschner, 6–1, 6–2

### Damedouble
Nuria Llagostera Vives /  Arantxa Parra Santonja –  Raquel Kops-Jones /  Abigail Spears,
7–6(7–2), 7–6(7–2)